# مهدي أباد (سميرم)
مهدي أباد هي قرية في مقاطعة سميرم، إيران. عدد سكان هذه القرية هو 104 في سنة 2006.